# Amedeo Bocchi
Amedeo Bocchi (Parma, 24 agosto 1883 – Roma, 16 dicembre 1976) è stato un pittore e scultore italiano.

## Biografia
Nato a Parma nel 1883, figlio di Clelia Cacciani e Federico Bocchi, era terzo di sette fratelli. All'età di dodici anni viene iscritto dal padre al Regio Istituto di Belle Arti di Parma con lo scopo di lavorare come decoratore presso l'azienda di famiglia. Diplomatosi nel 1901 col massimo dei voti, l'anno successivo si reca per la prima volta a Roma dove frequenta la Scuola Libera di Nudo su consiglio del suo insegnante Cecrope Barilli. Nella capitale, dove trascorre il resto della sua lunga vita, conosce artisti quali Giovanni Costa, Giulio Aristide Sartorio, Giacomo Balla e Duilio Cambellotti, approfondisce e studia le opere di Matisse, Renoir e Klimt.
Inoltre, consolida la sua capacità di disegno iniziando a rappresentare morbidi nudi femminili che lo accompagnano per tutta la sua carriera. Nello stesso periodo, installa il suo primo studio in Rione Macao insieme all’amico incisore Renato Brozzi.
Nel 1906 Amedeo sposa Rita Boraschi (sua compagna di studi a Parma) e nel 1908 nasce Bianca, la prima e unica figlia dell'artista. L'anno successivo la moglie muore.
Nel 1910 Bocchi viene ammesso per la prima volta con due dipinti alla Biennale di Venezia dove ha modo di ammirare la grande personale di Gustav Klimt all'interno della quale rimane affascinato dall'opera "Pesci rossi". Proprio in quell'anno, Bocchi si trasferisce a Padova al seguito di Achille Casanova impegnato a decorare l'interno della basilica di Sant'Antonio per specializzarsi nella tecnica dell'affresco.
Nel 1911, nel corso dell'esposizione nazionale di Roma per il cinquantenario dell'Unità d'Italia, Bocchi realizza, in collaborazione con Latino Barilli, Daniele de Strobel e Renato Brozzi, la ricostruzione della Camera d'Oro, affrescata nel XV secolo da Benedetto Bembo, del Castello di Torrechiara, ricostruita nella mostra etnografica. Sempre nello stesso anno, si reca per la prima volta a Terracina che, con le Paludi Pontine e la dura vita delle sue genti, sarà al centro di molti suoi dipinti.
Le famose terellane, con i larghi cappelli bianchi e il viso abbronzato, saranno il perno delle sue opere per molti anni a venire.
Nel 1912 riceve la medaglia d'oro del Ministero della pubblica istruzione per il dipinto Le tre Marie. Nel 1913, pur non aderendo ufficialmente al manifesto della Secessione Romana, Bocchi guarda con interesse alla prima mostra organizzata dal gruppo.
Fra il 1913 e il 1915 utilizza le conoscenze nel campo dell'affresco per l'importante commissione affidatagli dalla Cassa di Risparmio di Parma per la decorazione della Sala del Consiglio della sede centrale di Parma, dedicata al tema del risparmio. Gli influssi del liberty e di Klimt vengono elaborati da Bocchi permettendogli di realizzare una trilogia di affreschi: "Il Risparmio", "La Protezione" e "La Ricchezza". Riconosciuta come uno dei più importanti modelli Liberty in tutta Italia, la Sala viene terminata nel 1916 riscuotendo largo consenso da parte della critica.
Con l’avvento del Fascismo, molte parti del lavoro svolto vengono modificate e distrutte: viene richiamato al restauro quasi sessant’anni più tardi e accetta di buon grado. Presenzia felicemente all’inaugurazione nel 1976.
Allo scoppio della Prima Guerra Mondiale, nel 1915, si trasferisce definitivamente a Roma in una delle case-studio messe a disposizione degli artisti da un ricco alsaziano di lingua francese, Alfred Wilhelm Strohl, all'interno del parco che da lui aveva preso il nome: Villa Strohl-Fern. Lì Bocchi trascorre il resto della sua vita realizzando una serie di capolavori tra i quali i pregevoli nudi femminili, i verdi parchi e i viali color glicine..
In tale contesto, si arricchisce tramite il confronto con pittori romani, ma anche con l'influenza di Gustav Klimt, Henri Matisse, Pierre-Auguste Renoir e successivamente Renato Guttuso e i pittori romani del secondo dopoguerra. Sviluppando sempre e comunque un proprio stile, guarda con curiosità al divisionismo, al simbolismo e al liberty.
Nel 1919 Amedeo Bocchi sposa, in seconde nozze, Niccolina Toppi, una giovane modella di Anticoli Corrado. Seguono anni di felicità e di crescente successo: ancora la Biennale, la nomina ad Accademico di San Luca, la medaglia d'oro per il dipinto Bianca in abito da sera alla mostra di Monza del 1926.
La famiglia è protagonista predominante delle sue tele: i genitori, le mogli, la figlia. Attraverso l'indagine dei volti ripercorre nelle sue tele un diario personale, filo conduttore della maturità stilistica con dipinti quali Niccolina con chitarra (1917) e Ritratto di Bianca (1932) in cui esalta la luce e i suoi riflessi.
Altre difficoltà familiari colpiscono però l'artista: nel 1923 muore la seconda moglie Niccolina e nel 1934 sua figlia, a soli 26 anni.
Nel 1967 l'Accademia di san Luca gli dedica la prima importante mostra retrospettiva. Con il dipinto Nel parco, nel 1972, partecipa alla rassegna della pittura figurativa nel contesto della X Quadriennale romana. Nello stesso anno il presidente della repubblica gli conferisce la medaglia d'oro dei benemeriti della cultura e dell'arte.
Negli ultimi anni che seguono si aprono nuovi orizzonti e forme da sperimentare, con colori più acidi e forti, corpi e forme meno definiti. Continua a cercare nuovi orizzonti e modi di concepire l’arte fino alla morte che avviene nella sua casa-studio di Villa Strohl-Fern il 16 dicembre del 1976. Sul cavalletto viene ritrovato un quadro incompiuto, Il giardiniere, segno della sua inesausta passione per la pittura che lo ha accompagnato fino alla fine dei suoi giorni. Quest'ultimo fa parte del patrimonio artistico di APE Parma Museo.

## Visione
Quanto scritto da Bocchi in una lettera del 1933 a Guido Guida risulta di particolare interesse per comprendere la sua visione dell'arte:

## Giudizi critici
Gli storici dell'arte che hanno esaminato maggiormente le componenti dell'arte di Bocchi sono stati Roberto Tassi, Fortunato Bellonzi e Francesco Sapori.
(Maria Luisa Fiumi)
(Roberto Tassi)
(Francesco Sapori)

## Museo Amedeo Bocchi

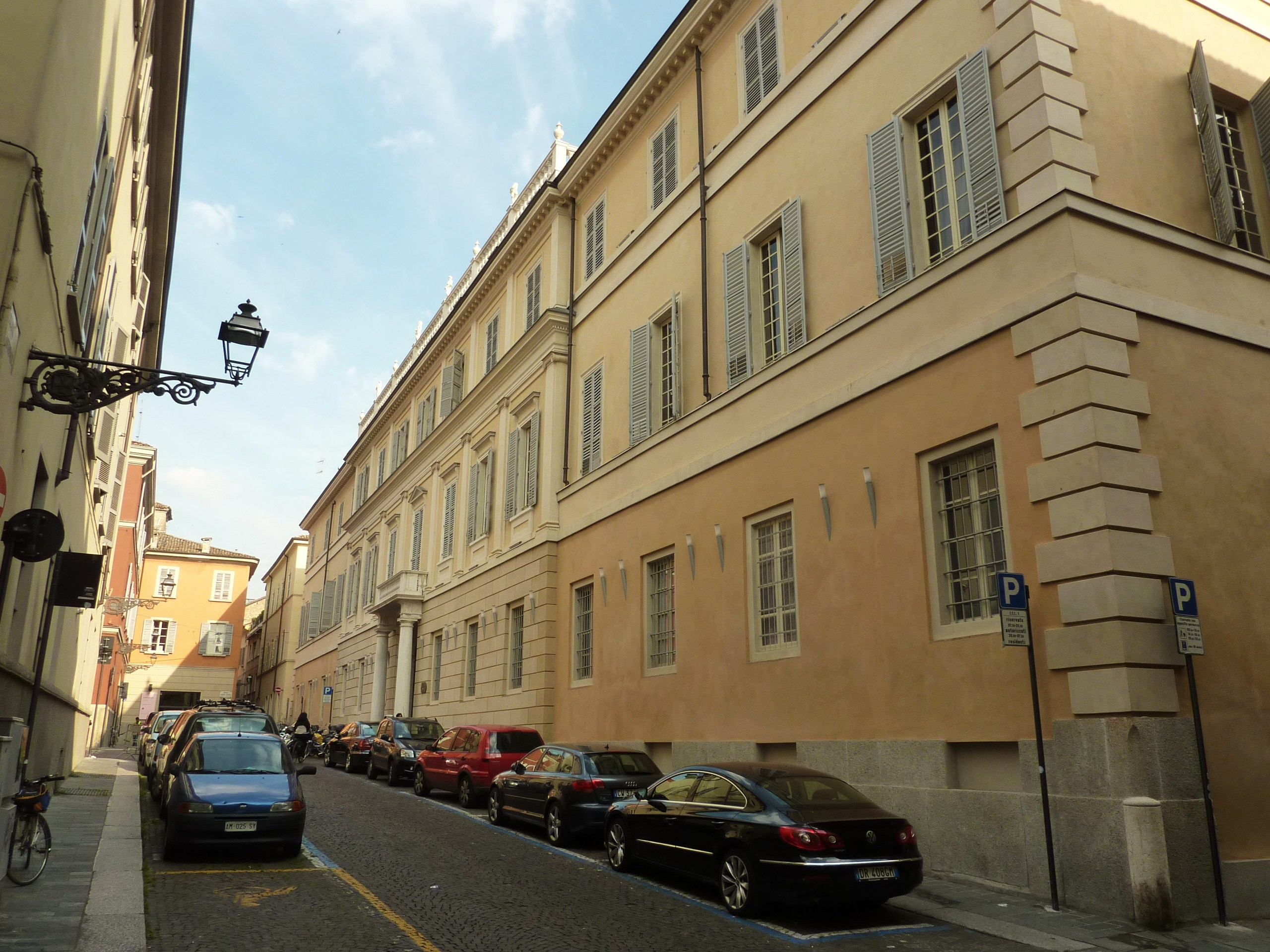
Palazzo Sanvitale, sede del museo Amedeo Bocchi dal 1999 al 2018

Inaugurato nel 1999 e riallestito nel 2015, il museo dedicato ad Amedeo Bocchi ha avuto sede nel Palazzo Sanvitale di Parma fino al suo trasferimento presso l'APE Museo, avvenuto nel 2018, dove si trova tuttora.

## Opere esposte in altre gallerie
Mentre la maggior parte delle opere di Amedeo Bocchi è conservata nel museo a lui dedicato, altre gallerie in Italia espongono le sue opere:
- Galleria nazionale di Parma:
  - Bianca bambina (1912)
  - Ritratto del fratello Nando (1913)
  - Fanciulla in viola (1913)
  - Le tre sorelle (Trittico composto da La colta, La folle, La saggia) (1916)
  - Annunciazione (1920)
  - Viaggio di un'anima (1935)
  - Pensando alle teorie di Newton (1976)
- Museo Fondazione Cariparma di Parma:
  - I coniugi Gelati (1901)
  - Dal colle di Villa Glori (1902)
  - Il Tevere all'Acqua Acetosa (1902)
  - Scogli a Sestri Levante (1906)
  - L'ombrellino giapponese (1916)
  - Il tè (1919)
  - Cavallo su zattera (1926)
  - Ritratto di Bianca in rosa (1930)
- Pinacoteca Stuard di Parma:
  - Fior di Loto (1905)
  -  Esodo (1935-1960)
- Galleria d'arte moderna Ricci Oddi di Piacenza:
  - La colazione del mattino (1919)
  - Pescatori delle paludi pontine (1920)
  - A sera sui gradini della cattedrale (1920)
  - Entrata nel porto canale di Terracina (1930)
  - Ponte Maggiore a Terracina (1930)
- Galleria d'arte moderna di Roma Capitale:
  - Nel Parco (1919)
- Galleria nazionale d'arte moderna e contemporanea di Roma:
  - Bianca e Niccolina (1919)
  - Bianca con cappello (1923)
  - Autoritratto con Bianca (1933)
- Accademia nazionale di San Luca di Roma:
  - Bianca con gonna bianca (1924)
  - Ritratto di Bianca (1924)
  - Bianca con gonna verde (1925)
  - Autoritratto (1935)
- Palazzo Vecchio di Firenze:
  - La convalescente (1922)